# 马尔萨 (德龙省)
马尔萨（法語：Marsaz）是法国德龙省的一个市镇，属于瓦朗斯区（Valence）耶尔巴斯河畔圣多纳县（Saint-Donat-sur-l'Herbasse）。该市镇总面积8.95平方公里，2009年时的人口为658人。

## 人口
马尔萨人口变化图示